# Cementiri de Petrašiūnai

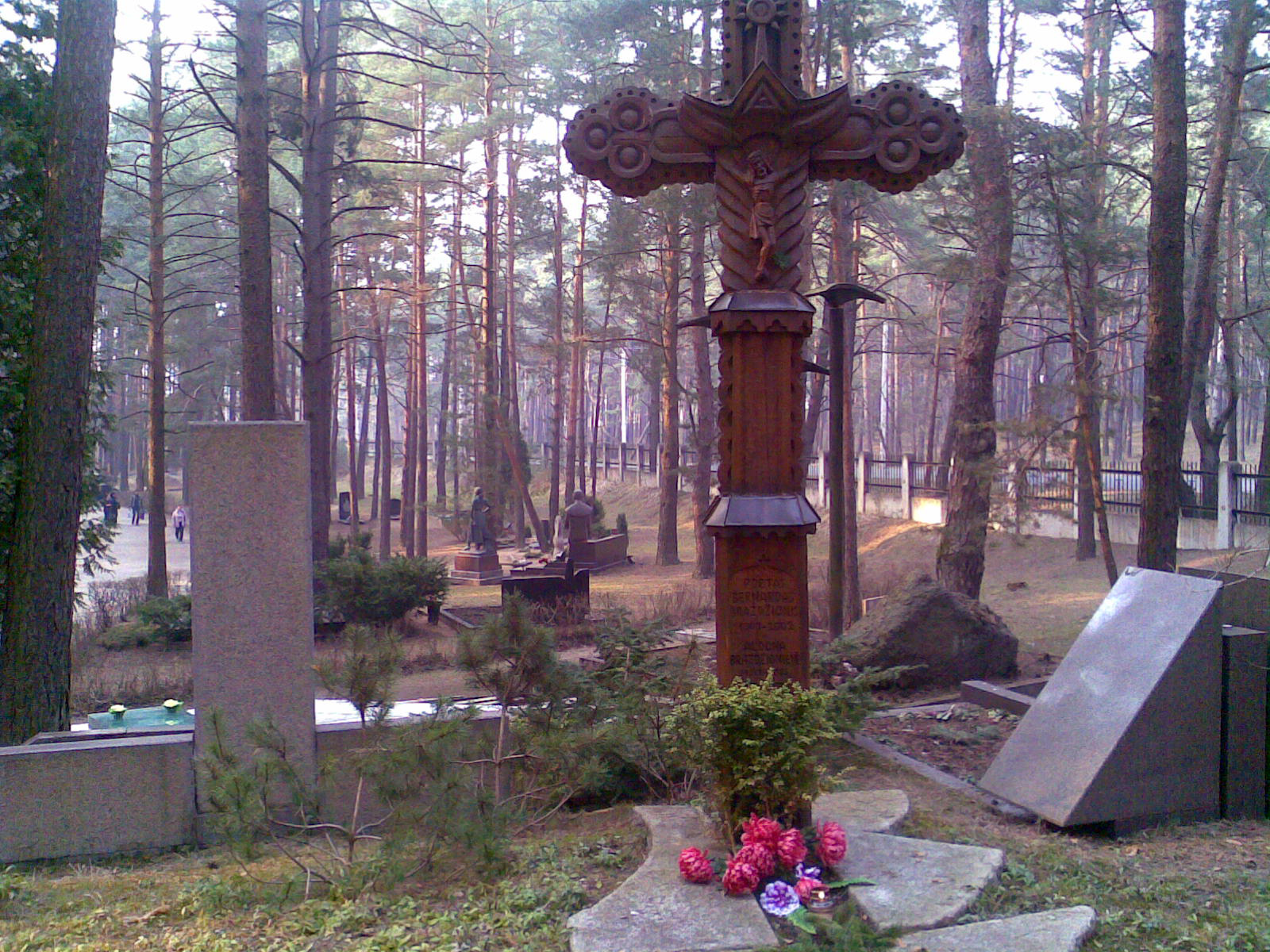
Poetas Bernardas Brazdžionis

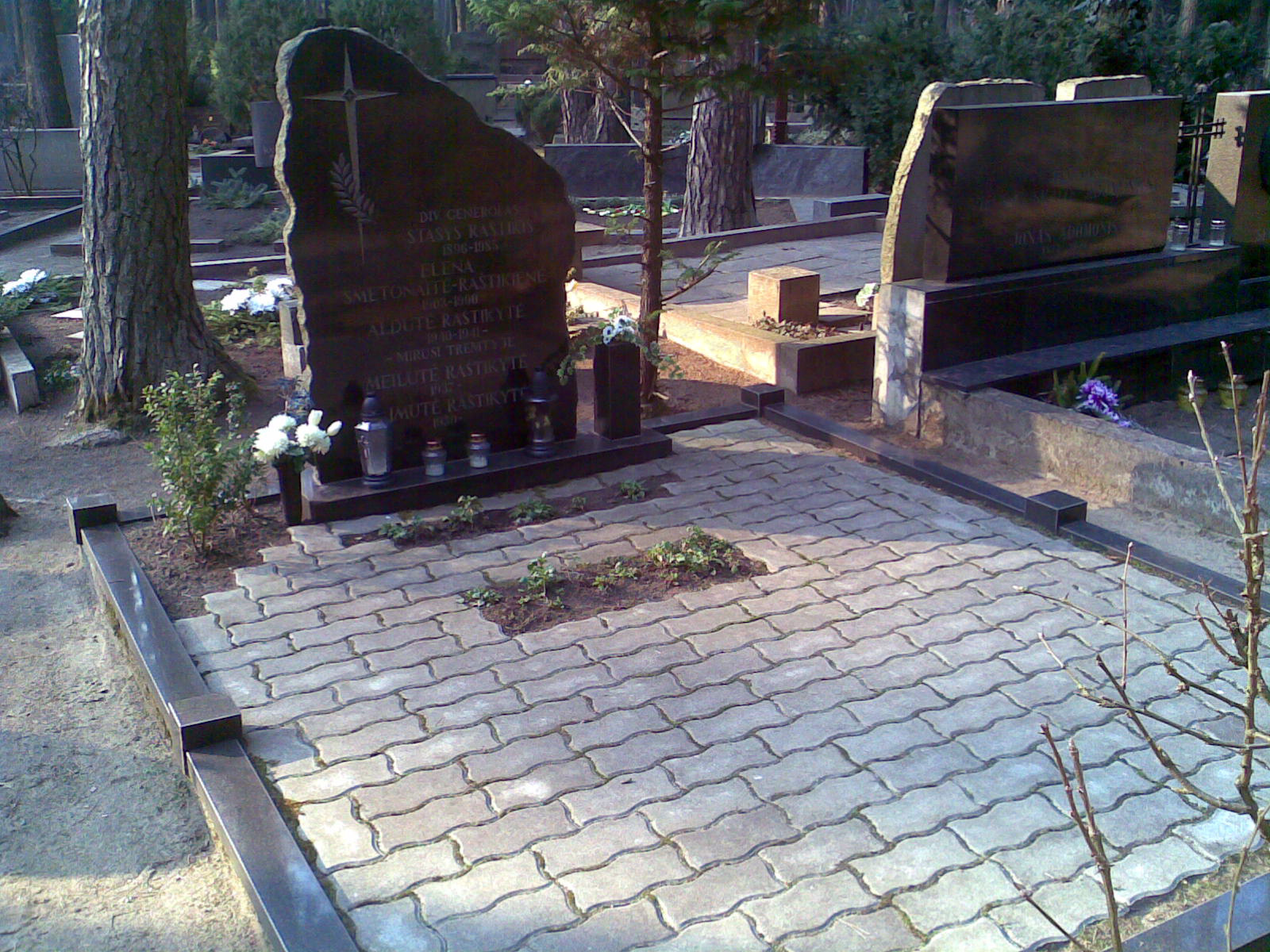
Generals Stasys Raštikis

El Cementiri Petrašiūnai (en lituà: Petrašiūnų kapinės) es troba a la ciutat de Kaunas, Lituània. Va ser ubicat a la fi de 1939 a l'est de la ciutat. El cementiri va esdevenir el lloc on artistes i d'altres celebritats eren enterrades. Els enterraments van començar el 1941, es va ampliar a la fi de 1950 i necessitava una restauració substancial després d'una gran tempesta del 6 d'agost de 2010. Les opcions per a un enterrament al cementiri han estat restringides formalment des de 1972, per les autoritats com a lloc on les persones prominents de Lituània seran enterrades, com últim lloc de descans dels científics, escriptors, artistes i polítics.

## Celebritats
Entre d'altres, descansen: 
- Bernardas Brazdžionis, poeta
- Kazys Binkis, poeta
- Sofija Kymantaitė-Čiurlionienė
- Marija Gimbutas, arqueòleg
- Juozas Grušas, guionista
- Jonas Jablonskis, filòleg
- Steponas Kairys, polític, enginyer
- Mykolas Sleževičius, polític, advocat
- Salomėja Nėris, poeta, polític
- Juozas Urbšys, diplomàtic
- Juozas Zikaras, escultor
- Antanas Žmuidzinavičius, pintor
- Kazys Lozoraitis, diplomàtic
- Stasys Raštikis, General de l'exèrcit lituà
- Mykolas Riomeris, advocat, professor
- Aleksandras Štromas, advocat
- Algirdas Julius Greimas, linguista i filòsof.